# Paula Chaves
Paula Chaves (sinh ngày 6 tháng 9 năm 1984) là một người mẫu, diễn viên và người dẫn chương trình truyền hình người Argentina.

## Tiểu sử
Paula Chaves được sinh ra ở Liên bang Thủ đô, Argentina. Cô bắt đầu sự nghiệp từ năm ba tuổi khi làm quảng cáo cho Kodak và năm sáu tuổi cho cookie Nenes, nhưng đó là khi cô giành chiến thắng trong chương trình thực tế Super M năm 2003, thì việc đó mới bắt đầu được biết đến. Sau Super M, sự nghiệp của cô không ngừng tăng lên, khi cô tham gia một số chương trình tại Argentina.
Trong khi làm người mẫu cho Multitalent Agency, Chaves đã học kịch và khiêu vũ và năm 2009, cô xuất hiện lần đầu với tư cách là một nữ diễn viên trong chương trình truyền hình Nini do Telefe phát sóng. Lưu ý rằng nhân vật của cô ấy sẽ xuất hiện chỉ trong hai tập, nhưng cô ấy thích đến nỗi cô ấy đã quay mười tập.
Năm 2010, Chaves thi đấu ở show Bailando por un Sueño mùa thứ sáu, và đoạt giải á quân, thua Fabio "La Mole" Moli.
Năm 2011, Chaves thay thế Pamela Anderson và cô trở lại Bailando 2011, nơi cô vào tới bán kết và vào tháng 7, cô đóng vai chính trong video " Frío " của Ricky Martin. Vào năm 2012, cô đã trở lại vào mùa thứ chín của Bailando por un Sueño, nhưng bây giờ cô khiêu vũ với bạn trai Pedro Alfonso, người đang làm cùng chương trình CONCUBINOS với cô. Chaves diễn xuất trong một vở kịch tên là Despedida de Solteros với Alfonso, Nazarena Velez, Jey Mammon, Gustavo Conci, Barbara Velez, Eugenia Lemos và Tito Speranza.
Vào tháng 2 năm 2013 Paula Chaves tuyên bố rằng cô và vị hôn phu của mình, Pedro Alfonso, đang chờ đợi đứa con đầu lòng của họ ra đời. 